# Grow Some Funk of Your Own
«Grow Some Funk of Your Own» es una canción del cantautor británico Elton John, que fue publicada como sencillo en 1976 y se encuentra incluida en el décimo álbum del músico Rock of the Westies. El tema es el lado A de «I Feel Like a Bullet (In the Gun of Robert Ford)» y es considerada como una de sus canciones más pesadas dentro del género rock. Alcanzó la posición número 14 en el Billboard Hot 100 pero en Gran Bretaña se convirtió en la primera canción del músico que no logró colocarse en el Top 50, a pesar de su extensa difusión por radio. Aunque la lista de éxitos de Estados Unidos figuraba como "Funk" y no "Bullet", esta última agregó a la canción en los libros del Billboard.

## Música
Es una de las canciones que sigue la tradición de composiciones más pesadas de Elton John como «Saturday Night's Alright for Fighting», «All the Girls Love Alice» y «The Bitch Is Back». Además de formar parte del décimo disco del músico, apareció en el álbum recopilatorio Greatest Hits Volume II de 1977. Al igual que las canciones antes mencionadas, cuenta con un riff de guitarra prevalente en todo, de la misma manera que «Love Lies Bleeding». El guitarrista Davey Johnstone aparece como coescritor en los créditos de la canción.

## Sinopsis
La canción trata sobre un hombre que despierta luego de una pesadilla con un episodio ocurrido en México, donde el protagonista (probablemente Elton John o Bernie Taupin) se enamora de una joven mujer que vive en un pequeño pueblo, pero es despedido por el novio de ésta, diciéndole que regrese de donde vino (la historia se refleja en la frase: "Take my advice/take the next flight/and grow your funk/grow your funk at home").

## Personal
- Ray Cooper – castañuelas, pandereta, vibráfono
- Kiki Dee – coros
- Davey Johnstone – guitarra eléctrica, coros
- Elton John – piano, voz principal
- Kenny Passarelli – bajo eléctrico, coros
- Roger Pope – batería
- Caleb Quaye – guitarra eléctrica, coro